# コーンスープ

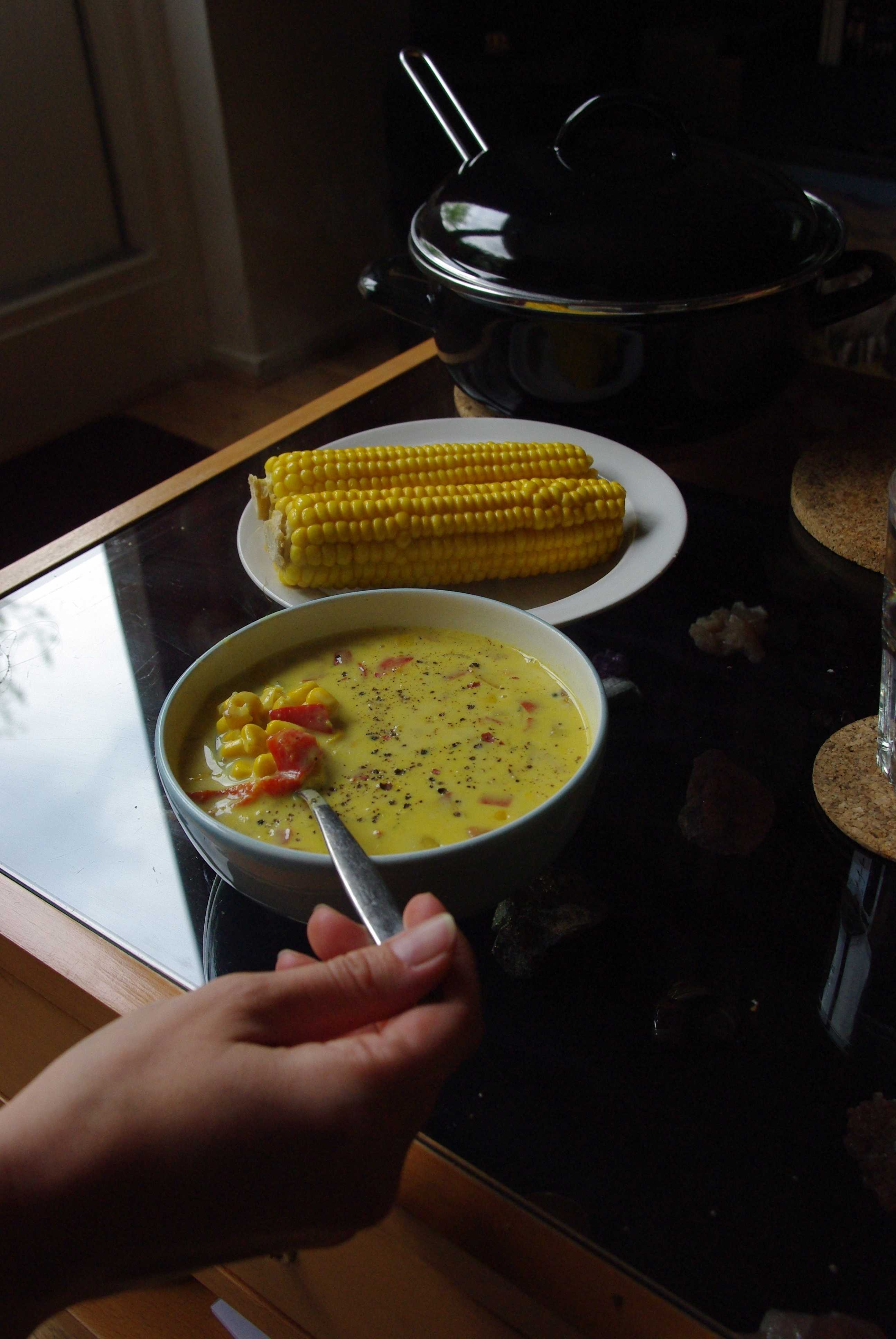
コーンスープ

コーンスープ（英語: corn soup）は、トウモロコシの実をおもな食材とするスープである。

## おもな種類
コーンポタージュ (corn potage)
日本の洋食で、茹でたのちに裏濾したトウモロコシを用いる料理。日本で多く好まれ、海外では稀な料理である。粉状、缶入り、レトルト食品など市販商品は多種多様である。
コーンチャウダー (corn chowder)
アメリカ料理のチャウダーの一種で、スイートコーン、ベーコン、ジャガイモなどをクリームや牛乳で煮た料理。
玉米羹（ユーミーカン、yùmǐgēng）
別名粟米羹（スーミーカン、sùmǐgēng）。中華料理で、熱い鶏がらスープに茹でたトウモロコシの実と溶き卵を合わせた料理。
スップバップクア (súp bắp cua)
ベトナム料理で、タマネギとカニの身を炒めて鶏出汁を注ぎ、茹でたトウモロコシの実と溶き卵を加えて熱した料理。中華料理の蟹肉玉米湯に類似。
ソパ・デ・エローテ (sopa de elote)
メキシコ料理で、トウモロコシの実とチレ・ポブラーノなどを鶏出汁や牛乳で煮た料理。
上記のほか、トウモロコシを主食としたアメリカ州の先住民族の料理など調理方法は多様である。